# Sulayman Marreh
Sulayman Marreh, né le 15 janvier 1996 à Banjul en Gambie, est un footballeur international gambien qui joue au poste de milieu relayeur à l'Hapoël Haïfa.

## Biographie

### En équipe nationale
Il joue son premier match en équipe de Gambie le 9 février 2011, en amical contre la Guinée-Bissau (victoire 1-3).
Il dispute par la suite quatre matchs rentrant dans le cadre des éliminatoires du mondial 2014, et une rencontre lors des éliminatoires du mondial 2018.